# Dissipatio H. G.
Dissipatio H. G. è un romanzo di fantascienza post apocalittica, pubblicato postumo nel 1977, dello scrittore italiano Guido Morselli.
Costituisce l'ultimo romanzo scritto da Morselli, precedente di pochi mesi alla sua morte per suicidio, che costituisce il tema del romanzo. Il libro fu pubblicato da Adelphi nel 1977, quattro anni dopo la scomparsa dell'autore.
Il titolo del romanzo è ispirato al filosofo neoplatonico Giamblico. La sigla "H. G." del titolo significa humani generis ("del genere umano"), quindi il titolo è traducibile dal latino all'italiano come "l'evaporazione del genere umano".

## Trama
Il protagonista è un uomo alla soglia dei quaranta anni che dopo essersi allontanato disgustato dalla città in cui viveva e lavorava (Crisopoli, identificabile con Zurigo) insoddisfatto anche della vita che stava conducendo nel paesino di montagna dove si è rifugiato, per una precisa proporzione di 70% di svantaggi nella sua vita contro 30% di vantaggi, decide di suicidarsi. Abbandonata l'idea di farlo con la pistola decide di togliersi la vita e non lasciare tracce della propria azione. Per il suo scopo aveva trovato un laghetto in una grotta in alta montagna: immergendosi nella pozza e nuotando sotto una parete si finiva in un sifone naturale e il suo corpo sarebbe stato introvabile. La notte tra il 1º e il 2 giugno esce dalla casa e si dirige in quota verso la grotta. Una volta giunto lì e sedutosi sul bordo del pozzo, dopo essersi trovato a effettuare delle considerazioni sul cognac spagnolo che si era portato per darsi coraggio nel momento risolutivo, decide di desistere dal suo intento e di tornare a casa.
Tornando a notte fonda verso l'abitazione passa vicino a una cabina e decide di chiamare un telefono amico per avere il conforto di una voce ma nessuno risponde. Uscendo dalla cabina nota che nel versante opposto della valle si vedono i fari di una macchina puntati innaturalmente verso l'alto e immagina ci sia stato un incidente. Considerata l'ora decide di tornare a casa e di mettersi a letto, sistemando sul cuscino accanto a sé la pistola che possedeva ma provato dalle forti emozioni della nottata si addormenta. All'alba si accorge che la macchina i cui fari aveva notato la notte è ancora lì in posizione ribaltata e decide di andare a soccorrere gli occupanti. Dopo essersi incamminato però cambia idea: visto che non avrebbe potuto essere di aiuto ad eventuali feriti decide di scendere in paese a Widmad per avvertire i gendarmi. Giunto però in paese non solo non riesce a incontrarli ma si rende conto che non c'è nessuno e inizia a pensare che la popolazione si sia recata a festeggiare la festività nazionale in qualche posto. I suoi dubbi però iniziano a crescere quando decide di fermarsi in stazione: non c'è nessuno nemmeno lì e per tutta la mattina non passa nessun treno. Torna a casa e apre la posta che non controllava da parecchio: ci sono cartoline di auguri e un biglietto di Henriette, una sua vecchia fidanzata, che gli preannunciava una visita per festeggiare il suo compleanno. Il ritorno alla sua casa con tutti gli oggetti e la routine come le mostre da visitare o la lista delle spese della domestica gli fanno capire come non esista una terza via. Il tuffo nel sifone o quello nel quotidiano: chi manca un suicidio s'illude ci sia una terza via.
I vicini ancora non si vedono; nessuno incontro a Widmad e nemmeno una persona a Lewrosen, un'altra città lì vicino. Tutto nelle città è come dovrebbe essere; si vedono animali in giro ma nessuna persona. Qua e là ci sono tracce di incidenti tra vetture, ma nessun corpo è nelle macchine coinvolte. Sempre più incredulo della situazione decide di prendere una delle molte auto disponibili, lui non ne possedeva, e di recarsi direttamente a Crisopoli. Anche lì dopo non aver incontrato nessuno per la strada non trova nessuno neanche al palazzo della borsa, il cuore della città. Nel posto più odiato da lui dell'odiata città tutto è in funzione come dovrebbe ma non c'è traccia di essere umano. Si reca alla sede del giornale dove aveva lavorato prima del suo ritiro sui monti: le luci sono accese e le telescriventi sono attive ma nessun messaggio è in arrivo. Tornato a casa prova a mettersi in contatto con le persone che conosce all'estero, sperando che la situazione che stia vivendo sia solamente riconducibile al territorio di svizzero, ma nemmeno da Germania, Inghilterra, Italia e Francia riceve alcuna risposta, né da suoi conoscenti né da numeri formati a caso.
L'idea che possa essere scoppiata qualche tipo di potente bomba quando lui era nella grotta e che abbia ucciso tutti nella zona non lo abbandona: altri all'estero potrebbero essere ancora in vita. Decide il giorno dopo di andare all'aeroporto di Crisopoli sperando oltre ad incontrare qualcuno di vedere aerei arrivare da destinazioni lontane del mondo. Nessuno in vista nemmeno lì, nessun velivolo in arrivo lo rendono sempre più preoccupato. Dopo aver trovato una jeep militare si dirige verso una base americana che si trova oltre al confine in territorio tedesco. Le frontiere tra Svizzera e Germania non sono presidiate, ma la situazione è la stessa anche alla base: prova la solita sensazione che qualcosa sia successo all'improvviso lasciando tutti in mezzo alle cose che stavano facendo senza nessun tipo di preavviso. Tornando verso casa a causa della nebbia non riesce a trovare lo stesso varco di frontiera da cui era passato: ciò lo porta ad attraversare il confine in un passaggio diverso e solo dopo un po' realizza di essere in prossimità del paese di una donna con cui in passato aveva avuto una breve relazione. Conoscendo la professione ed il carattere schivo della donna, un'insegnante di qualche anno più grande di lui, immagina che a quell'ora della sera non possa che essere a casa. Ritrovata l'abitazione della donna e non trovandola in cucina, dopo essersi servito dal frigorifero decide di salire nella sua camera da letto. Come per tutte le altre persone non c'è nessuna traccia; in questo caso rimane però sul cuscino la forma lasciata dalla sua testa, come se l'evento che ha colto tutti avesse sorpreso lei distesa nel letto. Decide di fermarsi lì a dormire, avendo trascorso insonne la notte precedente all'aeroporto.
Per quanto avesse in passato odiato la vita a Crisopoli adesso invece ci va spesso e valuta anche di stabilircisi definitivamente. Considerava come morte la vita in quella città dove non aveva che pochissimi scambi con i dirimpettai: se non comunicava con quelli che vivevano a pochi metri da lui, cosa avrebbe potuto dire ai miliardi di altre persone che vivevano nelle altre parti del mondo e che nemmeno parlavano la sua lingua? Il suo pessimismo aveva già raggiunto una tale radicalità da sconfinare nell'ottimismo. Questa sublimazione apparente di tutta l'umanità lo portava a riflettere sul significato di bene e di male e su filosofi e religiosi. Fino a mille anni dopo Mosè ancora la religione non aveva stabilito la presenza di una vita ultraterrena: il giusto veniva premiato nella vita terrena con prosperità e longevità. Solo molto dopo si iniziò a parlare di una “sublimazione” per i giusti mentre non era chiaro cosa dovesse accadere ai peccatori. A questo punto si chiedeva a quale categoria egli appartenesse: è stato un prescelto oppure un escluso? Era forse morto e i morti continuavano a provare quello che lui viveva adesso? La natura comunque continua la sua vita come se il genere umano e lui non fossero stati importanti. Pur avendo deciso di trattenersi a Crisopoli ma comunque deciso a non dormire nei luoghi dove altri fossero trapassati, passa le notti su una poltrona di un atrio di un albergo. Pensa che forse potrebbero esserci altri sopravvissuti nelle miniere di Alpa: nessuno però e vivo neanche lì.
Durante queste giornate sconfortanti torna con pensiero a qualche anno prima quando aveva passato qualche mese in una casa di cura per affrontare una nevrosi. L'ambiente ed il personale della clinica gli era parso distaccato e costante, a parte la figura del Dottor Karpinsky che con il suo aspetto trasandato era stato invece un punto fermo che lo aveva messo sulla strada della guarigione. Con il suo parlare sincero e i suoi modi non convenzionali Karpinsky era riuscito a penetrare le sue difese ed in pratica gli aveva dato fiducia che esistesse una umanità di cui ci si potesse fidare. Purtroppo il dottore era stato ucciso da una coltellata qualche mese dopo la sua dimissione dall'ospedale mentre cercava di sedare una lite tra due infermieri. Karpinsky gli aveva detto che sarebbe guarito: avrebbe sofferto ma sarebbe guarito dalla nevrosi e sarebbe tornato nel mondo degli uomini.
Sono giornate e nottate contraddistinte da momenti di smarrimento che spesso confinano con la paura e da lunghe riflessioni su quello che ora egli rappresenta adesso. Trova incredibile quello che è accaduto a tutta l'umanità e che sia proprio lui, che non ne voleva essere parte, a doverla rappresentare ora. Gesti semplici come accendersi una pipa possono e sembrano durare un tempo indefinito. Spesso prova paura e dopo lunghe riflessioni capisce che diversamente da tutte quelle che gli uomini lungo il corso della storia possano aver provato, quella che lui ha adesso è di un genere completamente nuovo. Si convince che a parte eventi improbabili come un terremoto o essere colpito da un fulmine o che si ripeta una seconda epurazione sia abbastanza improbabile: anche le malattie sono socio-indotte per cui si convince che aver paura non ha senso.
Incomincia ad avere allucinazioni: è proprio Karpinsky che gli appare e gli comunica che lo verrà ad aiutare. Si mette in cerca del dottore cercandolo nei posti dove si era fatto un'idea trascorresse il suo tempo libero dalla clinica ma non lo trova. Forse ha frainteso la sua chiamata? Riprende l'idea di suicidarsi per liberarsi da quella situazione. Ma non necessita il suicida di persone che voglia punire o a cui comunque lasciare un ammonimento? Azioni contrastanti ormai caratterizzano la sua vita: lascia messaggi all'aeroporto a eventuali visitatori su dove viva adesso e poi appicca il fuoco a un hotel di cui non sopportava l'architettura. Dopo aver visto in una vetrina un libro con la scritta in italiano “ti aspetto, non qui” pensa ancora a una convocazione da parte di Karpinsky. Trova i suoi stessi comportamenti un po' strani: ha ricominciato a lavarsi con cura e certe volte veste indumenti da donna ma considera che queste sue sregolatezze abbiano effetti benefici. E comunque tra le molte cose strane che gli stanno capitando, quella del fatto che ora lui viva a Crisopoli è quella più incredibile. Si stabilisce al ristorante della borsa, coprendosi la notte con qualche tovaglia: valigie piene di soldi sono visibili dappertutto. È venuto a Crisopoli poiché è sicuro di vedere Karpinsky da un momento all'altro e il fatto che gli appaia con il camice insanguinato ed i pantaloni sgualciti lo libera da ogni impazienza. Fuori dalla borsa su mucchi di terra portati dagli acquazzoni iniziano a crescere delle piante selvatiche. In tasca ha un pacchetto delle sigarette preferite del dottore.

### Edizioni
- Guido Morselli, Dissipatio H. G., collana Narrativa Contemporanea, Adelphi, 1977.
- Guido Morselli, Dissipatio H. G., collana Fabula 3, Adelphi, 1985.

### Fonti critiche
- Francesco Muzzioli, Scritture della catastrofe, Meltemi Editore srl, 2007,  pp. 92-96, ISBN 978-88-8353-568-0.
- (EN) Carlo Pagetti, Dissipatio H. G., in John Clute, David Langford e Peter Nicholls (a cura di), The Encyclopedia of Science Fiction, IV edizione online, 2021. URL consultato il 25 luglio 2015.

### Approfondimenti
- Bruno Pischedda, Morselli: una “Dissipatio” molto postmoderna, Filologia antica e moderna, N. 19, 2000, pp. 163–189.